# Scuole di pensiero economico
Nella storia del pensiero economico, una scuola di pensiero economico è formata da un gruppo di economisti che condividono idee e punti di vista comuni sul funzionamento dell'economia. Sebbene molti economisti non sempre possono essere classificati in una particolare scuola, la classificazione degli economisti in scuole di pensiero è una pratica molto comune.
L'evoluzione del pensiero economico può essere suddivisa in tre fasi: antica (Greco-Romana, Indiana, Persiana, Islamica e Cinese Imperiale), premoderna (mercantilisti, fisiocratici) e moderna (a partire da Adam Smith e dall'economia classica del tardo XVIII secolo).
Attualmente la maggioranza degli economisti segue un approccio inquadrabile nell'ambito della cosiddetta mainstream economics, a volte chiamata anche economia "ortodossa".

## Scuole

### Stati Uniti
Negli Stati Uniti, tra gli economisti ortodossi si può distinguere: 
- la "Saltwater school" (associata alle università di Berkeley, Harvard, MIT, Pennsylvania, Princeton, e Yale)
- la "Freshwater school" (associata comunemente alla scuola di Chicago dell'omonima università, alla Carnegie Mellon University, all'Università di Rochester e all'Università del Minnesota)

Condividono molti tratti in comune, anche se la "Freshwater school" è più favorevole al laissez-faire e al non intervento dello stato. Entrambe le scuole sono comunque associabili alla cosiddetta sintesi neoclassica.

### Altre scuole
- Scuola austriaca
- Scuola islamica
- Scuola di Francoforte
- Scuola keynesiana
- Scuola di Losanna
- Scuola di Manchester
- Scuola neoclassica
- Scuola storica tedesca

## Pensiero economico contemporaneo

### Economia tradizionale
L'economia tradizionale è un termine usato per distinguere l'economia in generale dagli approcci eterodossi. La base teorica su cui si sviluppa questa scuola sostiene che le risorse sono scarse e che è necessario scegliere tra alternative concorrenti. Cioè, l'economia si occupa di compromessi. Con scarsità, scegliere un'alternativa implica rinunciare a un'altra alternativa: ne deriva il concetto di costo opportunità. Il costo opportunità esprime una relazione implicita tra alternative concorrenti. Tali costi, considerati come prezzi in un'economia di mercato, sono utilizzati per l'analisi dell'efficienza economica o per prevedere le risposte ai fallimenti di un mercato. In un'economia pianificata devono essere soddisfatte le relazioni che paragonano i prezzi ombra, affinché ci sia un uso efficiente delle risorse, come dimostrato dall'economista italiano Enrico Barone.
Gli economisti ritengono che incentivi e costi svolgano un ruolo pervasivo nella definizione del processo decisionale. Un esempio immediato di ciò è la teoria dei consumatori sulla domanda individuale, che isola il modo in cui i prezzi (come i costi) e il reddito influenzano la quantità richiesta. L'economia moderna si basa principalmente sull'economia neoclassica, che iniziò a svilupparsi alla fine del XIX secolo. L'economia tradizionale riconosce anche l'esistenza di fallimenti del mercato e intuizioni dall'economia keynesiana. Utilizza modelli di crescita economica per analizzare le variabili di lungo periodo che incidono sul reddito nazionale. Impiega la teoria dei giochi per modellare il comportamento dei mercati. Alcune importanti intuizioni sul comportamento collettivo (ad esempio l'emergere di organizzazioni) sono state integrate attraverso la nuova economia istituzionale. Una definizione che cattura gran parte dell'economia moderna è quella di Lionel Robbins. Egli la definisce così in un saggio del 1932: "la scienza che studia il comportamento umano come una relazione tra fini e mezzi scarsi che hanno usi alternativi". Così definita, quindi, prevede lo studio della scelta, influenzato da incentivi e risorse.
L'economia tradizionale comprende una vasta gamma (ma non illimitata) di punti di vista. Politicamente, la maggior parte degli economisti tradizionali hanno opinioni che vanno dal laissez-faire al liberalismo moderno. Esistono inoltre divergenze di opinioni su questioni particolari nell'ambito dell'economia, come l'efficacia e l'opportunità della politica macroeconomica keynesiana. Sebbene, storicamente, pochi economisti tradizionali si siano considerati membri di una "scuola", molti si identificherebbero con una o più economie: ad esempio l'economia neoclassica, monetarismo, economia keynesiana, nuova economia classica o economia comportamentale.
Le controversie all'interno dell'economia tradizionale tendono ad essere espresse in termini di:
- la completezza dei mercati e delle opportunità contrattuali,
- l'esistenza o il significato di problemi di informazione asimmetrica,
- l'importanza delle deviazioni dall'ottimizzazione del comportamento degli agenti economici, e
- il ruolo delle esternalità o dei beni pubblici.

### Economia eterodossa contemporanea
L'economia eterodossa si riferisce ad alcune scuole di pensiero che sono in contrasto con le basi microeconomiche della nuova economia classica. Gli economisti eterodossi sottolineano l'influenza della storia, dei sistemi naturali, dell'incertezza e del potere nell'economia. Tra questi, abbiamo l'economia istituzionale, l'economia marxiana, l'economia femminista, l'economia socialista, l'economia binaria, l'economia ecologica, la bioeconomia e la termoeconomia.
Lo sviluppo dell'economia keynesiana fu una sfida sostanziale per la scuola dominante, ovvero l'economia neoclassica. Le opinioni keynesiane alla fine entrarono nell'economia tradizionale come risultato della sintesi keynesiana-neoclassica sviluppata da John Hicks. L'ascesa del keynesismo e la sua incorporazione nell'economia tradizionale hanno ridotto il fascino delle scuole eterodosse. Tuttavia, i sostenitori di una critica più fondamentale dell'economia ortodossa hanno formato l'economia post-keynesiana.
Gli sviluppi eterodossi più recenti includono l'economia evolutiva (sebbene questo termine sia usato anche per descrivere l'economia istituzionale), femminista, economia verde, economia post-autistica e termoeconomia.
Gli approcci eterodossi spesso incarnano le critiche degli approcci "tradizionali". Per esempio:
- l'economia femminista critica la valutazione del lavoro e sostiene che il lavoro femminile è sistematicamente sottovalutato,
- l'economia verde critica lo stato esteriore e immateriale degli ecosistemi e sostiene di inserirli nel modello tangibile di attività di capitale misurato come capitale naturale, e
- l'economia post-autistica critica l'attenzione sui modelli formali a spese dell'osservazione e dei valori, sostenendo il ritorno alla filosofia morale.

La maggior parte delle opinioni eterodosse sono critiche nei confronti del capitalismo. L'eccezione più notevole è l'economia austriaca.
Georgescu-Roegen ha reintrodotto in economia il concetto di entropia dalla termodinamica (come distinto da quello che, a suo avviso, è il fondamento meccanicistico dell'economia neoclassica attinto dalla fisica newtoniana) e fece un lavoro di base che successivamente si sviluppò nell'economia evolutiva. Il suo lavoro ha contribuito in modo significativo alla termoeconomia e all'economia ecologica.
Altri punti di vista su questioni economiche esterne all'economia tradizionale includono la teoria della dipendenza e la teoria dei sistemi del mondo nello studio delle relazioni internazionali. Le riforme radicali proposte del sistema economico che hanno origine al di fuori dell'economia tradizionale includono il movimento economico partecipativo e l'economia binaria.

## Storia del pensiero economico
La macro e microeconomia moderna sono scienze nate nell'ultimo secolo. Ma molti in passato hanno riflettuto su argomenti che vanno dal valore alle relazioni di produzione. Queste incursioni nel pensiero economico contribuiscono alla comprensione moderna, che spazia dalle concezioni greche antiche del ruolo della famiglia e delle sue scelte al mercantilismo e alla sua enfasi sull'accaparramento dei metalli preziosi.

### Antico pensiero economico
- Chanakya (Kautilya)
- Senofonte
- Aristotele
- Qin Shi Huang
- Wang Anshi

### Economia islamica
L'economia islamica è la pratica dell'economia secondo la legge islamica. Alla stessa stregua la finanza islamica è basata su alcune interpretazioni di carattere etico del Corano, in particolare i cinque pilastri centrali della sharia.
Le origini risalgono al Califfato, dove una prima economia di mercato e alcune delle prime forme di capitalismo mercantile hanno messo radici tra l'ottavo e il dodicesimo secolo, che alcuni chiamano "capitalismo islamico".
L'economia islamica cerca di far rispettare i regolamenti islamici non solo su questioni personali, ma per attuare obiettivi e politiche economiche più ampi di una società islamica, basati sul potenziamento delle masse indigenti. È stato fondato sulla libera circolazione della ricchezza in modo da raggiungere anche i livelli più bassi della società. Una caratteristica distintiva è l'imposta sulla ricchezza (sotto forma di Zakat e Jizya) e il divieto di imporre tasse su tutti i tipi di commercio e transazioni (reddito / vendite / accise / dazi all'importazione / esportazione ecc.). Un'altra caratteristica distintiva è il divieto di interesse sotto forma di eccesso di addebito durante la negoziazione di denaro. Spicca anche la sua determinazione sull'uso della moneta cartacea. Sebbene le cambiali siano riconosciute, devono essere pienamente supportate da riserve. Il sistema bancario a riserva frazionaria non è ammesso come forma di violazione della fiducia.
Il sistema economico islamico ha visto innovazioni come le società commerciali, grandi aziende, contratti, cambiali, commercio internazionale a lunga distanza, le prime forme di partnership (mufawada) come le società in accomandita semplice (mudaraba) e le prime forme di credito, debito, profitto, perdita, capitale (al-mal), accumulazione di capitale (nama al-mal), capitale circolante, spese in conto capitale, entrate, assegni, cambiali, trust (vedi Waqf), start-up, risparmi, costi di transazione, pegno, prestito, tassi di cambio, banchieri, cambiavalute, libri mastro, depositi, cessioni, sistema di contabilità a doppia iscrizione, azione legale e istituzione di agenzia.
Questa scuola ha visto un rinnovato interesse per lo sviluppo e la comprensione dalla seconda metà del XX secolo.
- Muhammad
- Abū Ḥanīfa al-Nuʿmān
- Abū Yūsuf
- Al-Farabi
- Shams al-Mo'ali Abol-hasan Ghaboos ibn Wushmgir
- Ibn Sinna
- Ibn Miskawayh
- Al-Ghazali
- Ibn Taymiyyah
- Al-Mawardi
- Nasir al-Din al-Tusi
- Ibn Khaldun
- Al-Maqrizi
- Muhammad Baqir al-Sadr